# Икиндија намаз
Икиндија намаз или послеподневни намаз (арап. صلاة العصر; салат ал-аср) трећи је од 5 прописаних, обавезних намаза (моливи) које муслимански верници обављају свакодневно. Обавезни (фарз) намаз је 4 реката, али препоручује се пре тога клањати 4 реката добровољмог (суне) намаза.
Почетак икиндија намаза различито се тумачи у различитим школама ислама. Сунитски верски учитељи на подручју бивше СФРЈ сматрају да овај намаз почиње кад је сенка објекта два пута већа од самог објекта, плус дужина сенке у подне. Остали сунити клањају овај намаз кад је дужина сенке објекта једнака његовој дужини, плус дужини сенке у подне. Шиитски верски учитељи спајају подневни и послеподневни намаз. 